# John Howard, I duca di Norfolk
John Howard, I duca di Norfolk (1421 – Market Bosworth, 22 agosto 1485), è stato un nobile inglese.

## Biografia

### Infanzia
Era il figlio di Robert Howard (1385-1436), e di sua moglie, Margaret Mowbray (1388-1456), figlia di Thomas de Mowbray, I duca di Norfolk. John era un discendente della monarchia inglese attraverso entrambi i lati della sua famiglia. Da parte di suo padre discendeva da Riccardo di Cornovaglia, il secondo figlio di re Giovanni, che aveva un figlio illegittimo, di nome Richard, la cui figlia, Giovanna di Cornovaglia, sposò Sir John Howard. Da parte di sua madre, discendeva da Tommaso Plantageneto, I conte di Norfolk, il figlio maggiore di Edoardo I d'Inghilterra dalla sua seconda moglie, Margherita di Francia.

### Carriera politica
Succedette al padre nel 1436. Durante il 1450 ricoprì diversi uffici locali, ed è stato eletto al Parlamento nel 1449.
John, era conosciuto anche come Jack Howard e le fonti coeve lo dipingono come un uomo alto dalla grande faccia squadrata, fedele alla causa degli York ed forte del potere della famiglia materna appoggiò sempre la loro causa durante la Guerra delle due rose.
Nel 1461 dimostrò il suo valore sul campo nella Battaglia di Towton, vinta dagli York, ed Edoardo IV d'Inghilterra lo nominò governatore del Castello di Norwich ed High Sheriff di Norfolk e Suffolk.
Nel 1467 è stato uno dei tre ambasciatori inviati in Borgogna per organizzare il matrimonio della sorella del re, Margherita di York, con Carlo, duca di Borgogna. In quello stesso periodo fu nominato membro del consiglio del re, e nel 1468 fu tra coloro che accompagnavano Margherita di Borgogna per il suo matrimonio.
Nel 1468 è stato nominato Treasurer of the Royal Household, carica che ricoprì fino al 1470.
Nel 1483 Edoardo IV morì e suo fratello, Riccardo III d'Inghilterra, riuscì ad imprigionare i nipoti Edoardo V d'Inghilterra e Riccardo nella Torre di Londra da cui non uscirono più ne vivi ne morti. Il 22 giugno 1483 Riccardo III venne incoronato e John gli fu accanto, questo gli portò la nomina di Duca di Norfolk ed al figlio Thomas quella di Conte del Surrey.

### Primo matrimonio
Nel 1442 sposò Katherine Moleyns (1429-3 novembre 1465), figlia di Sir William Moleyns. Ebbero sei figli.
Il 22 gennaio 1467, sposò Margaret Chedworth (1436-1494), figlia di Sir John Chedworth. Ebbero una figlia.

### Morte
Nel 1485 i Lancaster risorsero nuovamente ingaggiando in battaglia il re e gli York arrivando a sfidarsi in campo aperto nella Battaglia di Bosworth Field. Quel giorno John combatté al fianco del figlio Thomas e se questi venne catturato lui venne invece ucciso da una freccia scagliata approfittando dell'elmo che era stato lasciato aperto durante un alterco con il conte di Oxford. Poco dopo anche il suo amico Riccardo III venne ucciso ed il trono andò ad Enrico VII d'Inghilterra e la guerra delle due rose finì.

## Discendenza
Lord John Howard e Katherine Moleyns, sua prima moglie, ebbero sei figli:
- Thomas Howard, II duca di Norfolk (1443-21 maggio 1524);
- Nicholas (?-1468);
- Anna, sposò Sir Edmund Gorges, ebbero un figlio;
- Isabella, sposò Robert Mortimer, ebbero una figlia;
- Joan (?-1508), sposò Sir John Timperley;
- Margaret, sposò Sir John Wyndham.

Dalle sue seconde nozze con Margaret Chedworth nacque:
- Katherine (?-17 marzo 1536), sposò John Bourchier, II barone Berners, ebbero quattro figli.

## Ascendenza
|                                      |                                    |                                       | Genitori                                 |  |  | Nonni |  |  | Bisnonni      |  |  | Trisnonni   |  |
|                                      |                                    |                                       |                                          |  |  |       |  |  | Robert Howard |  |  | John Howard |  |
|                                      |                                    |                                       |                                          |  |  |       |  |  | Robert Howard |  |  | John Howard |  |
|                                      |                                    | Alice de Boys                         |                                          |  |  |       |  |  | Robert Howard |  |  |             |  |
| John Howard                          |                                    |                                       |                                          |  |  |       |  |  | Robert Howard |  |  |             |  |
|                                      |                                    | Marjory de Scales                     | Robert de Scales, III barone Scales      |  |  |       |  |  |               |  |  |             |  |
|                                      |                                    | Marjory de Scales                     | Robert de Scales, III barone Scales      |  |  |       |  |  |               |  |  |             |  |
|                                      |                                    | Marjory de Scales                     | Catherine de Ufford                      |  |  |       |  |  |               |  |  |             |  |
| Robert Howard                        |                                    | Marjory de Scales                     |                                          |  |  |       |  |  |               |  |  |             |  |
|                                      |                                    | William Tendring                      | William de Tendring                      |  |  |       |  |  |               |  |  |             |  |
|                                      |                                    | William Tendring                      | William de Tendring                      |  |  |       |  |  |               |  |  |             |  |
|                                      |                                    | William Tendring                      | Margaret Kerdeston                       |  |  |       |  |  |               |  |  |             |  |
| Alice Tendring                       |                                    | William Tendring                      |                                          |  |  |       |  |  |               |  |  |             |  |
|                                      |                                    | Katherine Mylde                       | William Mylde                            |  |  |       |  |  |               |  |  |             |  |
|                                      |                                    | Katherine Mylde                       | William Mylde                            |  |  |       |  |  |               |  |  |             |  |
|                                      |                                    | Katherine Mylde                       | Katherine de Clare                       |  |  |       |  |  |               |  |  |             |  |
| John Howard, I duca di Norfolk       |                                    | Katherine Mylde                       |                                          |  |  |       |  |  |               |  |  |             |  |
|                                      | John de Mowbray, IV barone Mowbray | John de Mowbray, III barone Mowbray   |                                          |  |  |       |  |  |               |  |  |             |  |
|                                      | John de Mowbray, IV barone Mowbray | John de Mowbray, III barone Mowbray   |                                          |  |  |       |  |  |               |  |  |             |  |
|                                      | John de Mowbray, IV barone Mowbray | Joan di Lancaster                     |                                          |  |  |       |  |  |               |  |  |             |  |
| Thomas de Mowbray, I duca di Norfolk | John de Mowbray, IV barone Mowbray |                                       |                                          |  |  |       |  |  |               |  |  |             |  |
|                                      |                                    | Elizabeth de Segrave                  | John de Segrave                          |  |  |       |  |  |               |  |  |             |  |
|                                      |                                    | Elizabeth de Segrave                  | John de Segrave                          |  |  |       |  |  |               |  |  |             |  |
|                                      |                                    | Elizabeth de Segrave                  | Margaret, duchessa di Norfolk            |  |  |       |  |  |               |  |  |             |  |
| Margaret de Mowbray                  |                                    | Elizabeth de Segrave                  |                                          |  |  |       |  |  |               |  |  |             |  |
|                                      |                                    | Richard FitzAlan, XI conte di Arundel | Richard FitzAlan, X conte di Arundel     |  |  |       |  |  |               |  |  |             |  |
|                                      |                                    | Richard FitzAlan, XI conte di Arundel | Richard FitzAlan, X conte di Arundel     |  |  |       |  |  |               |  |  |             |  |
|                                      |                                    | Richard FitzAlan, XI conte di Arundel | Eleanor di Lancaster                     |  |  |       |  |  |               |  |  |             |  |
| Elizabeth FitzAlan                   |                                    | Richard FitzAlan, XI conte di Arundel |                                          |  |  |       |  |  |               |  |  |             |  |
|                                      |                                    | Elizabeth de Bohun                    | William de Bohun, I conte di Northampton |  |  |       |  |  |               |  |  |             |  |
|                                      |                                    | Elizabeth de Bohun                    | William de Bohun, I conte di Northampton |  |  |       |  |  |               |  |  |             |  |
|                                      |                                    | Elizabeth de Bohun                    | Elizabeth de Badlesmere                  |  |  |       |  |  |               |  |  |             |  |
|                                      |                                    | Elizabeth de Bohun                    |                                          |  |  |       |  |  |               |  |  |             |  |